# 中央新影中学生频道
中央新影中学生频道，原名CCTV中学生频道，是由中央新影集团所属北京科学教育电影制片厂与好学文化传播有限公司主办，面向中学生群体的数字电视付费频道，于2009年5月4日开播。主要播放中学生课程辅导等。
2020年7月24日起，该频道的播出呼号正式变更为「中央新影中学生频道」，原台标中的双线CCTV标识改为毛泽东手书「中央新影」字样。